# Diporocyclus deserticola
Diporocyclus deserticola är en mångfotingart som beskrevs av Carl Graf Attems 1951. Diporocyclus deserticola ingår i släktet Diporocyclus och familjen trädgårdsjordkrypare.
Artens utbredningsområde är Iran. Inga underarter finns listade i Catalogue of Life.